# Baillestavy
Baillestavy (katalanisch Vallestàvia) ist eine französische Gemeinde mit 117 Einwohnern (Stand 1. Januar 2022) im Département Pyrénées-Orientales in der Region Okzitanien. Sie gehört zum Arrondissement Prades und zum Kanton Le Canigou.

## Geographie
Nachbargemeinden von Baillestavy sind Finestret im Norden, Glorianes im Nordosten, La Bastide im Osten, Valmanya im Süden, Estoher im Westen sowie Espira-de-Conflent im Nordwesten.

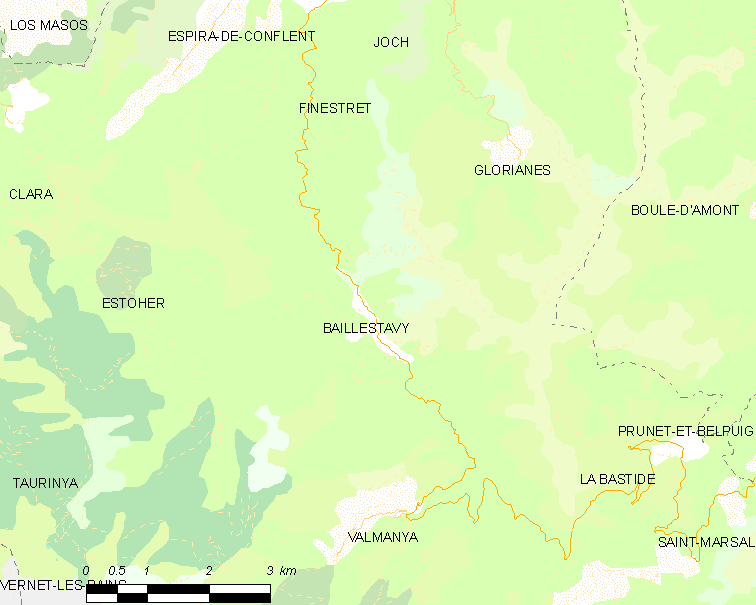
Karte von Baillestavy

## Politik

### Bürgermeister
| Name              | Amtsdauer   |
| ----------------- | ----------- |
| Joseph Carboneill | 1815 – ??   |
|                   |             |
| Jean Guerre       | 193? – 1959 |
| Remy Maler        | 1959 – 1971 |
| Alain Taurinya    | 1971 – 1989 |
| Claude Maynéris   | 1989 – 2001 |
| Jacques Taurinya  | 2001 –      |

## Bevölkerungsentwicklung
| Jahr      | 1962 | 1968 | 1975 | 1982 | 1990 | 1999 | 2013 |
| Einwohner | 75   | 54   | 55   | 50   | 53   | 58   | 109  |

## Sehenswürdigkeiten
- Die alte romanische Kirche Saint-André auf dem Friedhof
- Die neue romanische Kirche Saint-André in La Torre
- Gorges du Llech